# Nemoc k smrti
Nemoc k smrti je kniha, kterou napsal dánský filozof Søren Kierkegaard v roce 1849 pod pseudonymem Anti-Climacus. Zabývá se zoufalstvím, které je následně srovnáváno s hříchem. 19. století bylo typické pro svůj počátek psychologie a romantismu, jenž se v mnohém stavěl proti osvícenství. Stopy obou směrů lze v této knize sledovat.
Název knihy je inspirován kapitolou z Janova evangelia, v níž Lazar umírá na svoji nemoc, ale Ježíš jej posléze vzkřísí. Tak je vyjádřeno, že zoufalství není vázáno na život a smrt, neboť křesťanství, stejně jako Kierkegaard, věří v nesmrtelnost duše. „Nemoc smrti“ proto neznamená nějaký druh smrtelné nemoci, ale nemoc (nemožnost) opravdové smrti. To je pravým – u křesťanů vírou překonaným – zoufalstvím, které svazuje k Bohu a činí obecně člověka eticky pevnějším.
Kierkegaardův křesťanský přístup však – ve shodě s Ježíšovým poselstvím – vyzvedává spíše nezbytnost individuální náboženské víry a vlastního osobního obřadného přístupu, než křesťanské kultovní ideály. Autor se staví proti křesťanskému dogmatismu, kultu, pojetí hříchu a lpění na historicismu, který podlamuje etický systém a podporuje lhostejnost. Tímto postojem se dostal do ostrého sporu s předními představiteli křesťanství, který zesílila i skutečnost, že v Dánsku nebyla učiněna odluka státu od církve.
Jeho tvorba je považována jak za jednu z nejvytříbenějších v dánské literatuře, což lze sledovat v preciznosti, obraznosti, nadsázce a ironii jeho stylistiky, tak za počátek existenciální filozofie. Kierkegaard se ve svých rozborech bytí jako jeden z prvních nahlíží na duši z pohledu procítěného individualismu stavějícího se proti společensko-universálnímu etickému kodexu, historicismu a scientismu. Proto jeho samotnou filozofii je možno interpretovat různě (jak lze vidět u Sartra či Camuse).

## Zoufalství (I. díl)
Kierkegaard určuje ducha člověka (duši) jako vztah Já, jež usiluje o to, nalézt rovnovážný poměr ve vztazích, vůči nimž, či v nichž je souvztažně postaveno: například vztah ke konečnosti, skutečnosti, sobě samému či k Bohu, který touto možností lidské volby a svobody „pouští člověka na své vlastní nohy“, jejichž kroky by však v sobě dle autora měly nést stopy víry, chce-li člověk nabýt celistvosti a pevnosti osoby.
Pokud Já není schopno najít rovnovážný poměr ve výše zmiňovaných vztazích, trpí zoufalstvím, jehož důsledkem, či příčinou, je vesměs neuskutečnění vnitřně zamýšlených „věcí“. Zoufalství je proto dle Kierkegaarda ve svém jádru projev nemocného ducha, jenž ztratil víru, současně je však také nezbytným impulsem k jejímu opětovnému nalezení, jak je analogicky a zesíleně vyjádřeno v biblickém příběhu o Lazarovi. Tento obraz však nese ještě jeden pro knihu příznačný podtext: že samotná víra je schopna věcí, jež nelze vědecky uchopit, vysvětlit či předpovídat. Je tak explicitně vyjádřena skutečnost, že i v době moderní vědy a techniky je víra a náboženský přístup stále nepostradatelnou a nepřekonanou součástí lidského života. Vrátíme-li se zpět, lze říci, že zoufalství je jak lidskou předností, tak nedostatkem, souhrnně však všeobecným lidským fenoménem.

### Kategorizace zoufalství
Souvztažnost vztahů Já v zoufalství odráží Kierkegaardovo členění úzkosti jako jevu, jenž může být exogenního či endogenního původu, přičemž u exogenního zoufalství Kierkegaard úzkost obecně rozčleňuje a u endogenního zoufalství rozlišuje spíše druhy lidského způsobu vnímání sebe a okolí.
Za víceméně exogenní fenomény zoufalství považuje autor nepoměr Já ve vztahu ke konečnosti či skutečnosti.
Pokud se Já staví pouze k nekonečnu: jeho zoufalstvím je absence konečnosti. Takový vztah Já považuje autor za fantazijní, fatalistický, oddaný sebecitu a vidí v něm snahu o útěk před sebou samým.
Má-li Já vztah pouze ke konečnosti: jeho zoufalstvím je absence nekonečna. Já je pak dle autora v tom vztahu egoistické, ambiciózní a zaměřené na socio-ekonomickou a materiální stránku života.
Kierkegaard při tomto členění současně vyjadřuje, že člověk je syntézou věčné duše a konečného těla, přičemž Bůh je jejich jednotící princip.
Další možností zoufalství je nepoměr Já ve vztahu (vztazích) k nutnosti a možnosti, o jejichž syntéze hovoří jako o skutečnosti. Staví-li se Já pouze k možnosti: jeho zoufalstvím je nemít nutnost. Naproti tomu je-li Já postaveno pouze vůči nutnosti: zoufá pak ze ztráty vztahu k možnosti a stává se otrokem, pro nějž je následně možnost – zejména u věřících – lékem na vše. Za jedinou skutečnou pomoc považuje Kierkegaard v tomto stavu přimět dané „Já“ k uvědomění si, že pomoci si může jen samo.
K endogennímu zoufalství Kierkegaard dle psychologické tradice nezařazuje psychické těžkosti vzniklé výjimečně tíživým osudem, přesto ale vyjadřuje přesvědčení, že člověk je schopen skrze víru dosáhnout vyrovnanosti téměř ve všech stadiích lidského života. Mezi tento druh zoufalství lze zařadit i psychické nemoci, v jejichž případě vyzvedává nutnost psychiatrického či psychologického přístupu.
V endogenním (osobním) zoufalství rozlišuje zoufalství vědomé a nevědomé.
Je-li zoufalství nevědomé, může být Já přes svoji duchaprázdnost spokojené a úspěšné. Tento druh zoufalství Kierkegaard připisuje ne-křesťanům a lidem, kteří se nezajímají o spirituální věci.
Nevědomé zoufalství je v knize popisováno jako lpící na smyslnosti, jejíž absence má obecně za následek vědomé zoufalství. Autor proto estetismu, či pohanství, nepřipisuje schopnost činit soudy o věcech etických. Na to má dle něj právo pouze intelektuální myšlení s náboženským vědomím. Tak esteticismus, smyslnost, instinktivnost, pohanství, poezii, krásu, vědu, ušlechtilost, umění apod. vidí autor jako vydané napospas nevědomému zoufalství.
Je-li zoufalství vědomé, je toto vědomí vždy jen částečné, neboť trvalé uvědomění si svého zoufalství, či Já, vyžaduje dokonalou a konstantní sebeznalost, které člověk není schopen. V běžném životě ztrácí průměrný člověk vědomí své osoby v zábavě, práci apod. Kierkegaard dokonce tvrdí, že člověk si je obyčejně vědom sám sebe sotva pár hodin týdně.
Ve vědomém zoufalství (nad sebou samým) rozlišuje dva postoje: odmítnutí vlastního Já a touhu být někým jiným.
V nechtění být sebou vidí autor slabost a ztrátu vztahu k věčnosti. Tento druh zoufalství je příznačný „ženskému zoufalství“ , jež je více instinktivní a více se určuje ve vztahu k protějšku. Proto je-li tento vztah ukončen, vede k zoufalství z nechtění být sebou.
Obdobně je tomu i v autorově charakteristice zoufalství nad pozemskostí. Toto zoufalství Já vidí jako bezprostředné, pročež se také nedokáže v ničem obhájit, a tudíž nemá ani etické vědomí. Pro svou nepevnou a rozvázanou povahu snadno v případě své změny zapomene, kým bylo. Nezmění-li se, zůstává ve své nicotě, jež je podněcována chtěním, aby věci byly jinak.
Je-li Já naproti tomu upjato k nadpozemskosti, obyčejně je to dle autora jen proto, aby své odcizení mohlo zveličit a opět zoufat nad pozemskostí.
Za ojedinělejší druh úzkosti považuje Kierkegaard zoufalství nad sebou samým a svojí slabostí (nikoliv již kvůli své slabosti) ve snaze stát se někým jiným. V tomto druhu zoufalství má Já vztah k věčnosti a Bohu. Namísto toho, aby se však člověk získanou vírou chopil života, učiní z ní modlu, jíž se klaní a odevzdává.
Vztahem k věčnosti překonává Já bezprostřednost, proto je také schopno se záměrně ponížit či činit něco proti svému momentálnímu chtění. Tak je toto zoufalství intenzivnější, činorodější, a proto pravděpodobněji překonatelné. Díky překročení pouhé okamžikovosti jednotlivých pocitů je vědomí, k němuž se toto Já váže, také plynulejší a schopno samoty a jistého druhu samostatnosti. Skrze tyto vlastnosti je pak tato „duše“ považována za rebelskou, bezstarostnou, démonickou a duchovní. Svoji samotu dle Kierkegaarda nepřekoná a dává ji za vinu špatné společnosti či jiným objektivním příčinám. Kontinuita vědomí tohoto Já je tímto zoufalstvím narušována, a proto je jeho myšlení v mnohém chybující, čímž se jeho zoufalství neustále stupňuje.
Motivací takto zoufalého Já se dle autora ztratí se ve snaze o to být někým jiným v činorodé a jednostranné vášni. Toto zoufalství odpovídá Kierkegaardově pojetí mužského zoufalství, jež je méně vázáno na svůj protějšek, a v případě ukončení partnerského vztahu chce být vysněným Já, což je však víceméně převlečené nechtění být sebou. Zoufalství stát se „sebou“ se dle autora projevuje nejsilnějším vzdorem a často vede k tomu, že člověk přehlédne své meze, v čemž autor vidí stopy stoicismu. Já, jež se touží stát sebou „samým“, je v podstatě pouze přechodné, dočasné, a proto je pro ně vše experimentální, vážnost postrádající a kdykoliv zrušitelné. V takovéto přechodnosti se dle autora Já po čase, přes svoji autarkii, upřímnost, bouřlivost a ataraxii ztratí a začne pociťovat nenávist.

## Hřích (II. díl)
V druhém díle knihy Kierkegaard vysvětluje, že i samotné zoufalství je hřích, neboť skrze Ježíše bylo lidstvu zvěstováno, že vírou – jako vlastním morálním úsilím a nikoliv oddanosti náboženským institucím – lze přemoci zoufalství, a proto je hříchem tohoto poselství nedbat, ať již ze slabosti, či ze vzdoru.
Tak jako Kierkegaard hierarchizoval zoufalství, tak člení i samotné stupně hříchu, jež opět počínají lhostejností (nevědomostí) a končí vzdorem.
Zvláštním ambivalentním druhem hříchu je básnictví. Autor v něm vidí výjimečnou schopnost vyjadřovat náboženské myšlenky, současně však básnickou expresi považuje za hříšnou pro své zveličování a zkreslování. Obdobně ambivalentně na čtenáře může působit fakt, že Kierkegaard považuje za skutečnou víru pouze křesťanství a zamítá tak automaticky například islám. Je-li básnictví napůl hříchem a napůl výjimečným vyjádřením náboženského ducha, lze předpokládat stejně ambivalentní postoj i k islámu založenému na veršovaném Koránu, třebaže jeho obsahově historická stránka víry je až na občasné drobné odchylky totožná s křesťanstvím. Kierkegaard však tuto stránku náboženství považuje za nepříliš podstatnou, a zde je možno sledovat počátek jeho paradoxního – obyčejně v dodatcích zmiňovaného – přístupu ke křesťanství, jemuž jmenovitě je kniha odkazována. Vzhledem k tomu, že se vždy obrací pouze ke křesťanství, lze předpokládat, že považuje křesťanství za jedinou „pravou“ víru.
Kierkegaard se ve svém pojetí křesťanství po vzoru Sokrata odvolává na paradox, skrze nějž ukazuje bezmocnost vědeckého přístupu v mezilidských vztazích. Obdobný postup lze sledovat i v Heideggerově určení metafyziky. Paradoxů je v Kierkegaardově pojetí křesťanství hned několik. Jedním z prvních je oběť samotného syna Boha, či samotného Boha (záleží na tom, jak pojímáme Svatou trojici) „ubohým“ lidem. Lidé dle Kierkegaarda nechápou velikost této situace, jež vyžaduje vztah a víru k Bohu, což člověk odmítá a pohoršuje se nad tímto druhem náboženského života. Pohoršení srovnává autor se závistí, kterou charakterizuje jako skrytý obdiv k člověku, který nám brání ve štěstí. Obdiv je pro Kierkegaarda šťastná „ztráta“ sebe samého, závist je nešťastné prosazování sebe sama. Tento kontrast vidí jako analogický s určením křesťanského uctívání a pohoršování se nad Bohem.
Sokrates definuje hřích jako nevědomost. Kierkegaard s tímto nominalistickým tvrzením souhlasí, avšak shledává v něm pro tehdejší pohanské Řecko typickou absenci nábožensko-etického a esenciálního přístupu, díky čemuž Sokrates dál dle autora necharakterizoval, co je to nevědomost a hřích. Sokrates upřesnění v podstatě nepotřeboval, neboť ve svém zdravě naivním etickém přesvědčení předpokládal, že nikdo nejedná špatně vědomě. Pak hřích vlastně neexistuje, což sice je v souladu s křesťanstvím, neboť křesťanství předpokládá, že k objasnění hříchu je třeba zjevení Boha, ale zlo je oproti přesvědčení Sokrata možné činit i vědomě. Nedostatky jeho nominalistického určení hříchu však vyplňuje jeho jednání, což je jeho největším poselstvím, jež lze shrnout slovy: „Jednej podle víry své.“ Kierkegaard považuje tento postoj za soudobému křesťanství již odcizený a zabředlý do formalismu. Křesťanství se v jeho očích stalo mechanickou ceremonií, jež odsála náboženský přístup z běžného individuálního života – z oblasti, kde je ho nejvíce třeba.
Sokratovo „paradoxní“ jednání považuje dále Kierkegaard nejen za ochranu proti vědecké logice, ale také proti dogmatismu. Dogmatismus se neprůkaznost hříchu snažil překonat zjevením v něž je třeba uvěřit a hřích se tak odsunul do oblasti pokání a odpuštění. Pro Kierkegaarda je profetismus a zjevení v určení hříchu nepodstatné a prosbu o odpuštění hříchu považuje za nepřijatelnou. Hřích je podle něj určen jednoznačně: Hříchem je vše co není z víry (Římanům 14,23). Třebaže toto určení není striktně pozitivistické, je dle něj pro své vyčerpávající určení esenciální, ale současně i paradoxní. Jeho paradox tkví v tom, že ve své všeobecné a kolektivistické abstraktnosti nemůže na nikoho konkrétně poukázat. To však neznamená – jak je obecně míněno – nepostižitelnost. Jak říká Kierkegaard, soupis hříchů nosíme připnutý na svých zádech a jednou jej tak doneseme k Bohu.
Bůh dle autora bere lidi – a nejen lidi, ale i zvířata (Matouš 10,29) – jako jednotlivce. Hřích nenáleží celku jak je v křesťanství zdánlivě vyjádřeno, ale jednotlivci, neboť skupinu nelze odsoudit. Na tomto faktu, který navíc zesiluje skutečnost, že i samotná individualita se stává ve svém jádru kolektivní psychózou, vidí postavenou řadu mylných křesťanských principů a přesvědčení: například domněnku, že hřích je dědičný, nebo že když člověk „uvěří“, smažou se všechny jeho hříchy, což zcela opomíjí, že ve vztahu k Bohu jde o uskutečnění, ne o vyslovení, tvrzení, či přesvědčení. Jako obdobně scestné vidí autor přesvědčení, že Ježíš svým ukřižováním splatil naše hříchy. Stejně tak i dnešní modlitby křesťanské komunity Kierkegaard nepovažuje za projev víry a vidí v nich spíše kolektivismem a tradicionalismem odcizené prvky, od kterých si něco slibovat je naivní drzost. Církev se díky tomuto druhu odcizeného kolektivismu stala komerční institucí, tak jak si přál Martin Luther, v čemž Kierkegaard vidí úpadek křesťanství.
Hřích za určitých okolností vidí Kierkegaard jako Bohem připouštěný, avšak za tím účelem, aby se jej člověk naučil vyvarovat.

## Závěr
Kierkegaardova próza je kousává a jiskrná, čímž překonává „běžné“ psychologické a filozofické škatulkování. Cílem jeho knihy byla (spíše než fixace ontologické existence) snaha přinutit člověka k přemýšlení o lidských vztazích.

## České vydání
KIERKEGAARD, Søren. Bázeň a chvění/Nemoc k smrti. Překlad Marie Mikulová Thulstrup. 2. vyd. Praha: Portál, 2022. ISBN 978-80-262-1854-8.